# Rhea Norwood
Rhea Margaret Norwood, född 3 juni 2001 i Kingston upon Thames i London, är en brittisk skådespelerska. Hon är mest känd för sin roll som Imogen Heaney i Netflix-serien Heartstopper (2022).